# Serie A3 2013-2014
Il campionato di Serie A3 di pallacanestro femminile 2013-2014 fu il secondo da quando questa categoria sostituì la Serie B d'Eccellenza.

## Formula
Il numero delle società partecipanti è di 32. Le squadre sono state suddivise in due gironi da 16 squadre, ognuno formato da due Conference di 8 squadre a base geografica, con partite di andata e ritorno. Alla fine della Prima Fase, le prime quattro classificate di ogni Conference saranno ammesse alla Poule Promozione, mentre le ultime quattro classificate di ogni Conference giocheranno la Poule Retrocessione.
Nella Poule Promozione, il girone è composto dalle prime 4 squadre classificate delle due Conference dello stesso girone. La classifica iniziale della Poule tiene conto dei punti acquisiti negli scontri diretti avvenuti tra le 4 squadre della stessa Conference. Le squadre che non si sono incontrate nella prima fase si incontrano tra di loro con gare di andata e ritorno. Al termine della Poule Promozione, le squadre classificate al primo e secondo posto dei due gironi di Promozione vengono promosse in Serie A2 2014/15, mentre le squadre classificate dal 3º all'8º posto della Poule Promozione e le squadre classificate al 1º e 2º posto della Poule Retrocessione accedono ai Play Off Promozione che mettono in palio altre due promozioni per girone in Serie A2. 
Nella Poule Retrocessione Il girone è composto dalle ultime 4 squadre classificate delle due Conference dello stesso girone. La classifica iniziale della Poule tiene conto esclusivamente dei punti acquisiti negli scontri diretti avvenuti tra le 4 squadre della stessa Conference. Le squadre che non si sono incontrate nella prima fase si incontrano tra di loro con gare di andata e ritorno. Al termine della Poule Retrocessione le squadre classificate al 1º e 2º posto accedono ai Play Off Promozione. Le squadre classificate all'ultimo e penultimo posto al termine della Poule Retrocessione, nel caso in cui le squadre non siano separate da più di 6 punti, accedono ai Play Out Retrocessione che determinano le due retrocesse (una per girone) in Serie B regionale.
Per la stagione 2013/14 sono previste pertanto 8 promozioni in Serie A2 e solo 2 retrocessioni in Serie B regionale.

## Prima Fase

### Conference Nord-Ovest
|  |    | Classifica 2013-2014          | Pt | G  | V  | P  | PtF | PtS |
|  | -- | ----------------------------- | -- | -- | -- | -- | --- | --- |
|  | 1. | Castel Carugate               | 26 | 14 | 13 | 1  | 790 | 597 |
|  | 2. | B&P Autoricambi Costa Masnaga | 22 | 14 | 11 | 3  | 909 | 805 |
|  | 3. | Fassi Albino                  | 16 | 14 | 8  | 6  | 747 | 735 |
|  | 4. | Polysport Lavagna             | 14 | 14 | 7  | 7  | 719 | 690 |
|  | 5. | Stars Novara                  | 12 | 14 | 6  | 8  | 726 | 717 |
|  | 6. | Lussana Bergamo               | 12 | 14 | 6  | 8  | 680 | 746 |
|  | 7. | SI Tank Cleaning Savona       | 6  | 14 | 3  | 11 | 706 | 834 |
|  | 8. | Azzurra Libertas Moncalieri   | 4  | 14 | 2  | 12 | 728 | 881 |

Legenda:

      Qualificate alla Poule Promozione
      Qualificate alla Poule Retrocessione
 Qualificata alla Final Eight di Coppa Italia di Serie A3 2014

### Conference Nord-Est
|  |    | Classifica 2013-2014     | Pt | G  | V  | P  | PtF | PtS |
|  | -- | ------------------------ | -- | -- | -- | -- | --- | --- |
|  | 1. | Ecodent Mep Alpo         | 26 | 14 | 13 | 1  | 901 | 783 |
|  | 2. | Magika Castel San Pietro | 20 | 14 | 10 | 4  | 839 | 738 |
|  | 3. | Basket Sarcedo           | 16 | 14 | 8  | 6  | 837 | 731 |
|  | 4. | Sistema Rosa Pordenone   | 16 | 14 | 8  | 6  | 833 | 808 |
|  | 5. | AVIS Riva del Garda      | 10 | 14 | 5  | 9  | 751 | 830 |
|  | 6. | Pregis San Bonifacio     | 10 | 14 | 5  | 9  | 845 | 951 |
|  | 7. | PMS Montecchio Maggiore  | 6  | 14 | 3  | 11 | 730 | 837 |
|  | 8. | MaGigas Treviso          | 4  | 14 | 4  | 10 | 762 | 820 |

Legenda:

      Qualificate alla Poule Promozione
      Qualificate alla Poule Retrocessione
 Qualificata alla Final Eight di Coppa Italia di Serie A3 2014

### Conference Centro
|  |    | Classifica 2013-2014           | Pt | G  | V  | P  | PtF | PtS |
|  | -- | ------------------------------ | -- | -- | -- | -- | --- | --- |
|  | 1. | Valentino Auto Santa Marinella | 24 | 14 | 12 | 2  | 711 | 608 |
|  | 2. | Belize SRB Roma                | 20 | 14 | 10 | 4  | 709 | 629 |
|  | 3. | Minerale Puro Pomezia          | 18 | 14 | 9  | 5  | 714 | 642 |
|  | 4. | Alfa Omega Acilia Roma         | 18 | 14 | 9  | 5  | 681 | 631 |
|  | 5. | Athena Roma                    | 14 | 14 | 7  | 7  | 765 | 681 |
|  | 6. | Redimedica Latina              | 10 | 14 | 5  | 9  | 613 | 713 |
|  | 7. | Sant'Orsola Sassari            | 8  | 14 | 4  | 10 | 693 | 767 |
|  | 8. | Antonianum Quartu Sant'Elena   | 0  | 14 | 0  | 14 | 691 | 906 |

Legenda:

      Qualificate alla Poule Promozione
      Qualificate alla Poule Retrocessione
 Qualificata alla Final Eight di Coppa Italia di Serie A3 2014

### Conference Centro Sud
|  |    | Classifica 2013-2014         | Pt | G  | V  | P  | PtF | PtS |
|  | -- | ---------------------------- | -- | -- | -- | -- | --- | --- |
|  | 1. | Banca Stabiese Castellammare | 22 | 12 | 11 | 1  | 822 | 537 |
|  | 2. | Confartigianato Fidi Pesaro  | 22 | 12 | 11 | 1  | 668 | 551 |
|  | 3. | Maddalena Vision Palermo     | 14 | 12 | 7  | 5  | 648 | 675 |
|  | 4. | NPG Sorrento                 | 10 | 12 | 5  | 7  | 570 | 651 |
|  | 5. | Pink Sport Time Bari         | 8  | 12 | 4  | 8  | 690 | 776 |
|  | 6. | New System Maddaloni         | 4  | 12 | 2  | 10 | 603 | 692 |
|  | 7. | BancAnagni BCC Anagni        | 1  | 12 | 2  | 10 | 583 | 702 |
|  |    | Olimpia Corato               | -  | -  | -  | -  | -   | -   |

      Qualificate alla Poule Promozione
      Qualificate alla Poule Retrocessione
 Qualificata alla Final Eight di Coppa Italia di Serie A3 2014

## Seconda Fase

### Girone A

#### Poule Promozione
- La classifica iniziale terrà conto dei punti acquisiti dalle otto squadre negli scontri diretti della fase regolare nelle rispettive conference.
- Le squadre che non si sono incontrate nella prima fase si incontreranno tra di loro con gare di andata e ritorno.
- Al termine della Poule Promozione le prime due squadre classificate saranno promosse in Serie A2
- Al termine della Poule Promozione le squadre classificatesi dal 3º all'8º posto accederanno ai Play Off Promozione.

|  |    | Classifica 2013-2014          | Pt | G  | V  | P  | PtF | PtS |
|  | -- | ----------------------------- | -- | -- | -- | -- | --- | --- |
|  | 1. | Magika Castel San Pietro      | 20 | 14 | 10 | 4  | 500 | 430 |
|  | 2. | Ecodent Mep Alpo              | 20 | 14 | 10 | 4  | 507 | 459 |
|  | 3. | Sistema Rosa Pordenone        | 14 | 14 | 7  | 7  | 482 | 385 |
|  | 4. | Castel Carugate               | 14 | 14 | 7  | 7  | 436 | 477 |
|  | 5. | Fassi Albino                  | 14 | 14 | 7  | 7  | 407 | 444 |
|  | 6. | Basket Sarcedo                | 14 | 14 | 7  | 7  | 455 | 412 |
|  | 7. | B&P Autoricambi Costa Masnaga | 14 | 14 | 7  | 7  | 462 | 553 |
|  | 8. | Polysport Lavagna             | 2  | 14 | 1  | 13 | 381 | 470 |

Legenda:

      Promosse in Serie A2
      Qualificate ai Playoff Promozione

#### Poule Retrocessione
- La classifica iniziale terrà conto dei punti acquisiti dalle otto squadre negli scontri diretti della fase regolare nelle rispettive conference.
- Le squadre che non si sono incontrate nella prima fase si incontreranno tra di loro con gare di andata e ritorno.
- Al termine della Poule Retrocessione le prime due squadre classificate accederanno ai Play Off Promozione.
- Al termine della Poule Promozione le squadre classificatesi al 15º e al 16º posto accederanno ai Play Out Retrocessione.

|  |     | Classifica 2013-2014        | Pt | G  | V  | P  | PtF | PtS |
|  | --- | --------------------------- | -- | -- | -- | -- | --- | --- |
|  | 9.  | AVIS Riva del Garda         | 22 | 14 | 11 | 3  | 494 | 421 |
|  | 10. | Stars Novara                | 22 | 14 | 11 | 3  | 442 | 436 |
|  | 11. | MaGigas Treviso             | 18 | 14 | 9  | 5  | 457 | 347 |
|  | 12. | Torneria PMS Montecchio M.  | 18 | 14 | 9  | 5  | 460 | 427 |
|  | 13. | Pregis San Bonifacio        | 14 | 14 | 7  | 7  | 498 | 470 |
|  | 14. | Lussana Bergamo             | 10 | 14 | 5  | 9  | 361 | 446 |
|  | 15. | SI Tank Cleaning Savona     | 4  | 14 | 2  | 12 | 416 | 497 |
|  | 16. | Azzurra Libertas Moncalieri | 4  | 14 | 2  | 12 | 446 | 530 |

Legenda:

      Qualificate ai Playoff Promozione
      Qualificate ai Playout Retrocessione

### Girone B

#### Poule Promozione
- La classifica iniziale terrà conto dei punti acquisiti dalle otto squadre negli scontri diretti della fase regolare nelle rispettive conference.
- Le squadre che non si sono incontrate nella prima fase si incontreranno tra di loro con gare di andata e ritorno.
- Al termine della Poule Promozione le prime due squadre classificate saranno promosse in Serie A2
- Al termine della Poule Promozione le squadre classificatesi dal 3º all'8º posto accederanno ai Play Off Promozione.

|  |    | Classifica 2013-2014           | Pt | G  | V  | P  | PtF | PtS |
|  | -- | ------------------------------ | -- | -- | -- | -- | --- | --- |
|  | 1. | Valentino Auto Santa Marinella | 22 | 14 | 11 | 3  | 403 | 368 |
|  | 2. | Belize SRB Roma                | 22 | 14 | 11 | 3  | 464 | 361 |
|  | 3. | Banca Stabiese Castellammare   | 18 | 14 | 9  | 5  | 465 | 450 |
|  | 4. | Minerale Puro Pomezia          | 14 | 14 | 7  | 7  | 521 | 460 |
|  | 5. | Confartigianato Fidi Pesaro    | 14 | 14 | 7  | 7  | 410 | 435 |
|  | 6. | Alfa Omega Acilia Roma         | 14 | 14 | 7  | 7  | 434 | 409 |
|  | 7. | Maddalena Vision Palermo       | 6  | 14 | 3  | 11 | 407 | 445 |
|  | 8. | NPG Sorrento                   | -2 | 14 | 1  | 13 | 316 | 492 |

Legenda:

      Promosse in Serie A2
      Qualificate ai Playoff Promozione

#### Poule Retrocessione
- La classifica iniziale terrà conto dei punti acquisiti dalle otto squadre negli scontri diretti della fase regolare nelle rispettive conference.
- Le squadre che non si sono incontrate nella prima fase si incontreranno tra di loro con gare di andata e ritorno.
- Al termine della Poule Retrocessione le prime due squadre classificate accederanno ai Play Off Promozione.

|  |     | Classifica 2013-2014         | Pt | G  | V | P  | PtF | PtS |
|  | --- | ---------------------------- | -- | -- | - | -- | --- | --- |
|  | 9.  | New System Maddaloni         | 16 | 12 | 8 | 4  | 455 | 430 |
|  | 10. | Pink Sport Time Bari         | 16 | 12 | 8 | 4  | 428 | 427 |
|  | 11. | Athena Roma                  | 14 | 12 | 7 | 5  | 311 | 316 |
|  | 12. | Sant'Orsola Sassari          | 14 | 12 | 7 | 5  | 342 | 280 |
|  | 13. | Redimedica Latina            | 12 | 12 | 6 | 6  | 290 | 293 |
|  | 14. | BancAnagni BCC Anagni        | 8  | 12 | 4 | 8  | 376 | 439 |
|  | 15. | Antonianum Quartu Sant'Elena | 4  | 12 | 2 | 10 | 353 | 370 |

Legenda:

      Qualificate ai Playoff Promozione

## Terza Fase

### Girone A

#### Playoff Promozione
- Incontri al meglio delle tre gare: si qualifica la squadra che vince due incontri.
- La squadra con il miglior piazzamento in classifica disputa il primo ed il terzo incontro in casa.
- Le due squadre che vincono i play-off vengono promosse in Serie A2.

##### Tabelloni
|  | Semifinali | Semifinali                    | Semifinali |                |   | Finale                 | Finale | Finale |  |
|  |            |                               |            |                |   |                        |        |        |  |
|  | 3          | Sistema Rosa Pordenone        | 2          |                |   |                        |        |        |  |
|  | 3          | Sistema Rosa Pordenone        | 2          |                |   |                        |        |        |  |
|  | 10         | Stars Novara                  | 0          |                |   |                        |        |        |  |
|  | 10         | Stars Novara                  | 0          |                | 3 | Sistema Rosa Pordenone | 2      |        |  |
|  |            |                               |            |                | 3 | Sistema Rosa Pordenone | 2      |        |  |
|  |            |                               | 6          | Basket Sarcedo | 0 |                        |        |        |  |
|  | 6          | Basket Sarcedo                | 6          | Basket Sarcedo | 0 | 2                      |        |        |  |
|  | 6          | Basket Sarcedo                |            |                |   |                        |        |        |  |
|  | 7          | B&P Autoricambi Costa Masnaga | 1          |                |   |                        |        |        |  |

|  | Semifinali | Semifinali          | Semifinali |              |   | Finale          | Finale | Finale |  |
|  |            |                     |            |              |   |                 |        |        |  |
|  | 4          | Castel Carugate     | 2          |              |   |                 |        |        |  |
|  | 4          | Castel Carugate     | 2          |              |   |                 |        |        |  |
|  | 9          | AVIS Riva del Garda | 0          |              |   |                 |        |        |  |
|  | 9          | AVIS Riva del Garda | 0          |              | 4 | Castel Carugate | 2      |        |  |
|  |            |                     |            |              | 4 | Castel Carugate | 2      |        |  |
|  |            |                     | 5          | Fassi Albino | 0 |                 |        |        |  |
|  | 5          | Fassi Albino        | 5          | Fassi Albino | 0 | 2               |        |        |  |
|  | 5          | Fassi Albino        |            |              |   |                 |        |        |  |
|  | 8          | Polysport Lavagna   | 1          |              |   |                 |        |        |  |

##### Semifinali
Date: 13 aprile, 17 aprile, 24 aprile 2014
| Squadra 1              | Totale | Squadra 2                     | Gara 1  | Gara 2  | Gara 3  |
| ---------------------- | ------ | ----------------------------- | ------- | ------- | ------- |
| Sistema Rosa Pordenone | 2 - 0  | Stars Novara                  | 75 - 51 | 71 - 33 |         |
| Basket Sarcedo         | 2 - 1  | B&P Autoricambi Costa Masnaga | 65 - 55 | 49 - 52 | 63 - 56 |
| Castel Carugate        | 2 - 0  | AVIS Riva del Garda           | 60 - 41 | 59 - 46 |         |
| Fassi Albino           | 2 - 1  | Polysport Lavagna             | 43 - 28 | 36 - 44 | 66 - 50 |

##### Finali
Date: 27 aprile, 1º maggio, 4 maggio 2014
| Squadra 1              | Totale | Squadra 2      | Gara 1  | Gara 2  | Gara 3 |
| ---------------------- | ------ | -------------- | ------- | ------- | ------ |
| Sistema Rosa Pordenone | 2 - 0  | Basket Sarcedo | 60 - 50 | 52 - 46 |        |
| Castel Carugate        | 2 - 0  | Fassi Albino   | 58 - 45 | 52 - 46 |        |

#### Playout Retrocessione
- Incontri al meglio delle tre gare: si aggiudica la serie la squadra che vince due incontri.
- La squadra con il miglior piazzamento in classifica della Poule Retrocessione disputa il primo ed il terzo incontro in casa.
- La squadra che vince il play-out mantiene il posto in Serie A3.
- La squadra perdente retrocede in Serie B regionale.

Date: 13 aprile, 17 aprile, 24 aprile 2014
| Squadra 1               | Totale | Squadra 2                   | Gara 1  | Gara 2  | Gara 3  |
| ----------------------- | ------ | --------------------------- | ------- | ------- | ------- |
| SI Tank Cleaning Savona | 1 - 2  | Azzurra Libertas Moncalieri | 56 - 49 | 55 - 63 | 61 - 67 |

### Girone B

#### Playoff Promozione
- Incontri al meglio delle tre gare: si qualifica la squadra che vince due incontri.
- La squadra con il miglior piazzamento in classifica disputa il primo ed il terzo incontro in casa.
- Le due squadre che vincono i play-off vengono promosse in Serie A2.

##### Tabelloni
|  | Semifinali | Semifinali                   | Semifinali |                        |   | Finale                       | Finale | Finale |  |
|  |            |                              |            |                        |   |                              |        |        |  |
|  | 3          | Banca Stabiese Castellammare | 2          |                        |   |                              |        |        |  |
|  | 3          | Banca Stabiese Castellammare | 2          |                        |   |                              |        |        |  |
|  | 10         | Pink Sport Time Bari         | 1          |                        |   |                              |        |        |  |
|  | 10         | Pink Sport Time Bari         | 1          |                        | 3 | Banca Stabiese Castellammare | 2      |        |  |
|  |            |                              |            |                        | 3 | Banca Stabiese Castellammare | 2      |        |  |
|  |            |                              | 6          | Alfa Omega Acilia Roma | 0 |                              |        |        |  |
|  | 6          | Alfa Omega Acilia Roma       | 6          | Alfa Omega Acilia Roma | 0 | 2                            |        |        |  |
|  | 6          | Alfa Omega Acilia Roma       |            |                        |   |                              |        |        |  |
|  | 7          | Maddalena Vision Palermo     | 1          |                        |   |                              |        |        |  |

|  | Semifinali | Semifinali                  | Semifinali |                             |   | Finale                | Finale | Finale |  |
|  |            |                             |            |                             |   |                       |        |        |  |
|  | 4          | Minerale Puro Pomezia       | 2          |                             |   |                       |        |        |  |
|  | 4          | Minerale Puro Pomezia       | 2          |                             |   |                       |        |        |  |
|  | 9          | New System Maddaloni        | 0          |                             |   |                       |        |        |  |
|  | 9          | New System Maddaloni        | 0          |                             | 4 | Minerale Puro Pomezia | 2      |        |  |
|  |            |                             |            |                             | 4 | Minerale Puro Pomezia | 2      |        |  |
|  |            |                             | 5          | Confartigianato Fidi Pesaro | 1 |                       |        |        |  |
|  | 5          | Confartigianato Fidi Pesaro | 5          | Confartigianato Fidi Pesaro | 1 | 2                     |        |        |  |
|  | 5          | Confartigianato Fidi Pesaro |            |                             |   |                       |        |        |  |
|  | 8          | NPG Sorrento                | 0          |                             |   |                       |        |        |  |

##### Semifinali
Date: 13 aprile, 17 aprile, 24 aprile 2014
| Squadra 1                    | Totale | Squadra 2                | Gara 1  | Gara 2  | Gara 3  |
| ---------------------------- | ------ | ------------------------ | ------- | ------- | ------- |
| Banca Stabiese Castellammare | 2 - 1  | Pink Sport Time Bari     | 69 - 60 | 49 - 50 | 62 - 31 |
| Alfa Omega Acilia Roma       | 2 - 1  | Maddalena Vision Palermo | 61 - 44 | 54 - 68 | 63 - 56 |
| Minerale Puro Pomezia        | 2 - 0  | New System Maddaloni     | 69 - 58 | 63 - 48 |         |
| Confartigianato Fidi Pesaro  | 2 - 0  | NPG Sorrento             | 76 - 33 | 59 - 37 |         |

##### Finali
Date: 27 aprile, 1º maggio, 4 maggio 2014
| Squadra 1                    | Totale | Squadra 2                   | Gara 1  | Gara 2  | Gara 3  |
| ---------------------------- | ------ | --------------------------- | ------- | ------- | ------- |
| Banca Stabiese Castellammare | 2 - 0  | Alfa Omega Acilia Roma      | 62 - 60 | 60 - 50 |         |
| Minerale Puro Pomezia        | 2 - 1  | Confartigianato Fidi Pesaro | 70 - 55 | 39 - 49 | 52 - 47 |

#### Playout Retrocessione
In data 7 aprile 2014, la FIP ha deliberato che non si sarebbero disputati i Playout per quanto concerne il Girone B decretando come unica retrocessione del concentramento l'abbandono ad inizio stagione dell'Olimpia Corato.

## Verdetti
- Promosse in Serie A2: Magika Castel San Pietro, Ecodent Mep Alpo, Valentino Auto Santa Marinella, Belize SRB Roma, Castel Carugate, Sistema Rosa Pordenone (rinuncia alla promozione), Banca Stabiese Castellammare e Minerale Puro Pomezia (rinuncia alla promozione).
- Ripescata in Serie A2: Fassi Albino.
- Retrocesse in Serie B regionale: SI Tank Cleaning Savona (successivamente ripescata).
- Ritirata prima dell'inizio della stagione: Olimpia Corato.
- Non ammesse alla stagione successiva: MaGigas Treviso, Pregis San Bonifacio, Lussana Bergamo, Minerale Puro Pomezia, Confartigianato Fidi Pesaro, Alfa Omega Acilia Roma, NPG Sorrento, New System Maddaloni, Pink Sport Time Bari, Athena Roma, Sant'Orsola Sassari, BancAnagni BCC Anagni.
- Vincitrice Coppa Italia di Serie A3: Confartigianato Fidi Pesaro.